# 布鲁娜·亚历山大
布鲁娜·科斯塔·亚历山大（葡萄牙語：Bruna Costa Alexandre，1995年3月29日—）生于克里西烏馬，是一名巴西女子乒乓球运动员。亚历山大在刚出生数个月之时受疫苗所形成的血栓的影响，而被迫截去右臂。她在大约七岁时开始接触乒乓球，最初她只和健全人同台竞技，直到2009年后开始参加残疾人比赛。这之后她也仍旧继续参加健全人比赛，由于她在场上时常需要面对身体平衡性更好的健全人，她在参加残疾人比赛时展现出更强的适应能力。